# Vrana (żupania primorsko-gorska)
Vrana – wieś w Chorwacji, w żupanii primorsko-gorskiej, w mieście Cres. W 2011 roku liczyła 12 mieszkańców.